# Carolina Aguilar (judoka)
Carolina Aguilar es una deportista venezolana que compitió en judo. Ganó una medalla de bronce en los Juegos Panamericanos de 1983 en la categoría de –66 kg.

## Palmarés internacional
| Juegos Panamericanos | Juegos Panamericanos | Juegos Panamericanos | Juegos Panamericanos |
| Año                  | Lugar                | Medalla              | Categoría            |
| -------------------- | -------------------- | -------------------- | -------------------- |
| 1983                 | Caracas (Venezuela)  | Medalla de bronce    | –66 kg               |